# 1893 ve fotografii

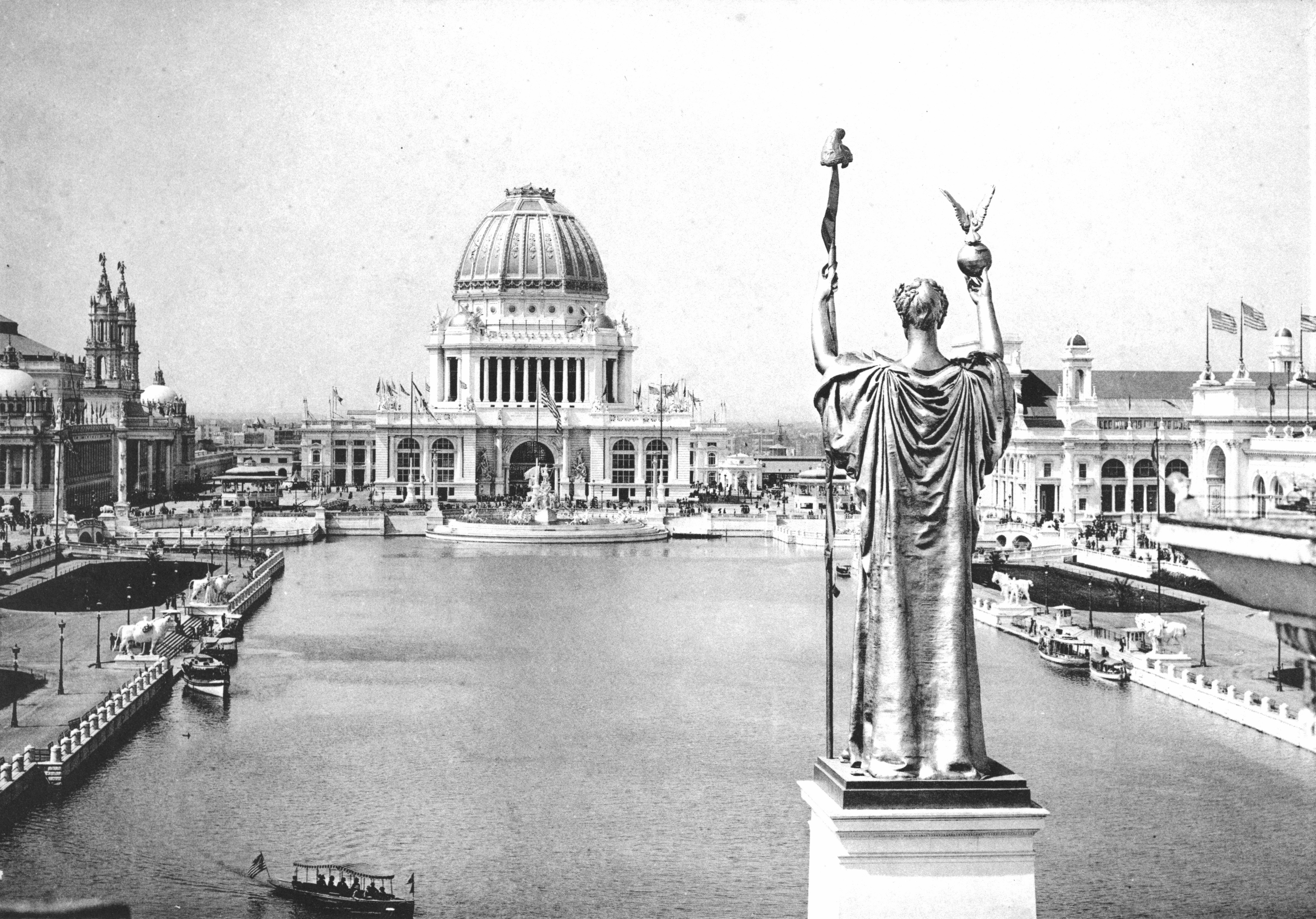
Světová výstava 1893 konaná v době 1. květen – 30. říjen 1893 v Chicagu

Tento článek obsahuje významné fotografické události v roce 1893.

## Události
- 30. května – G. F. Wynne patentoval chemický „neomylný“ expozimetr.[1][2]

- Světová výstava 1893 konaná v době 1. květen – 30. říjen 1893 v Chicagu
- Alfred Stieglitz pořídil fotografie Konečná a Zima na Páté avenue

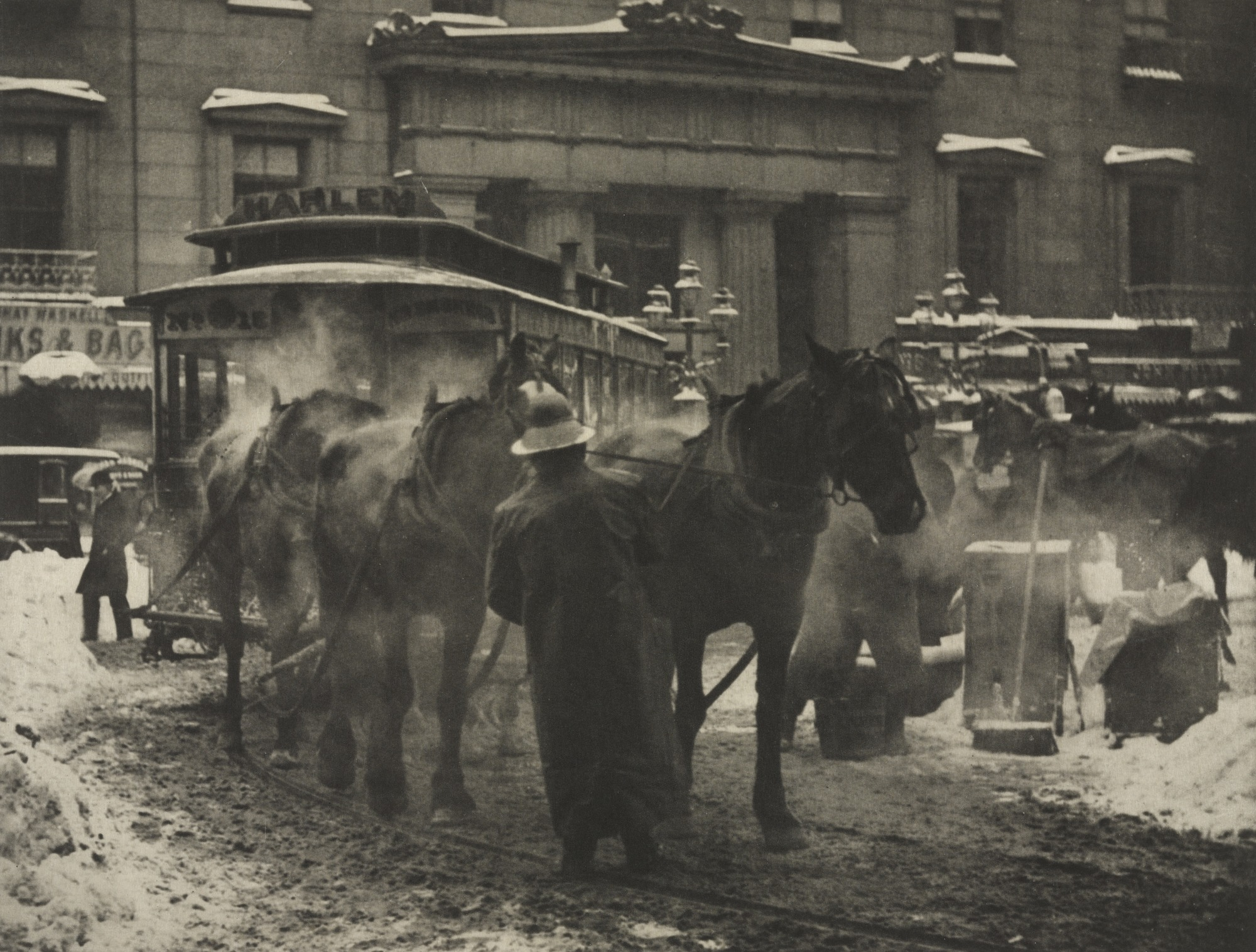
Alfred Stieglitz pořídil známou fotografii Konečná
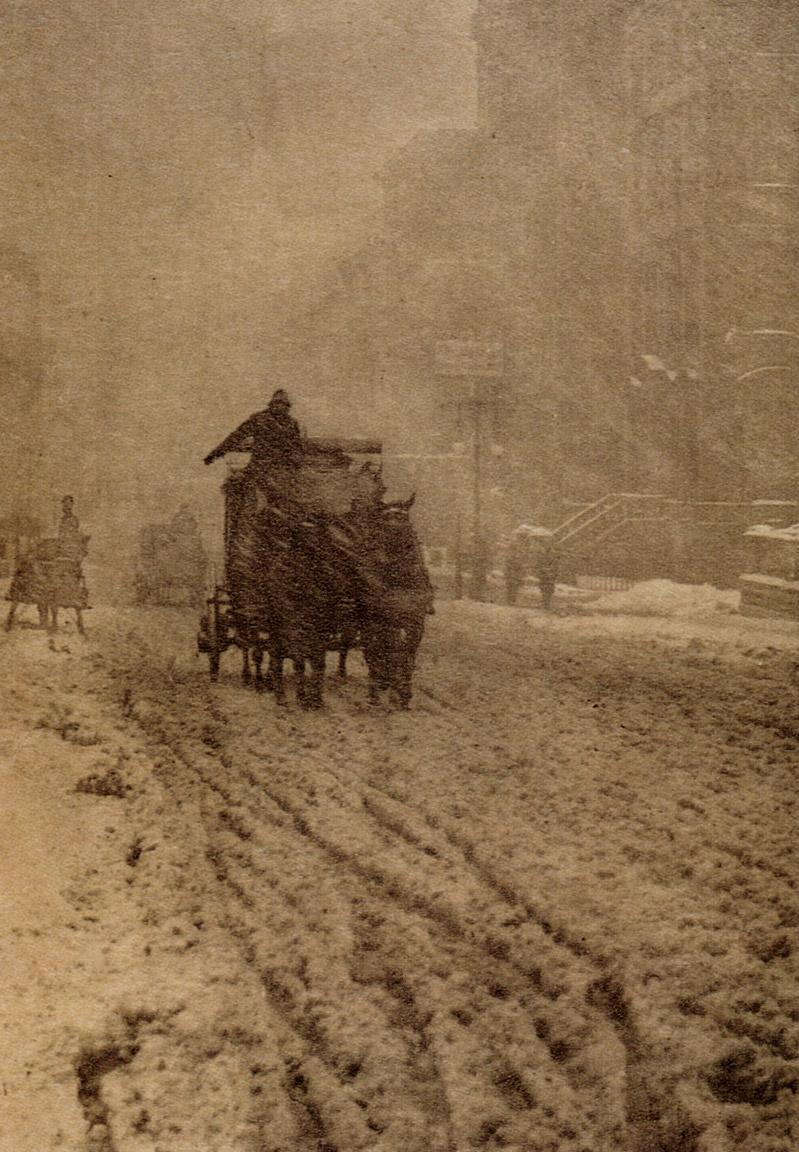
Alfred Stieglitz: Zima na Páté avenue

## Narození v roce 1893
- 1. ledna – Julian Mandel, francouzský fotograf († 24. září 1961)
- 5. ledna – Yevonde Middletonová, anglická fotografka, pionýrka barevné portrétní fotografie († 22. prosince 1975)
- 9. ledna – Ivan Josypovyč Ivanec, ukrajinský umělec, redaktor, vydavatel a fotograf († 10. března 1946)
- 14. února – Erik Holmén, švédský fotograf († 29. května 1963)
- 17. března – Max Penson,  ruský fotožurnalista a fotograf Sovětského svazu známý svými fotografiemi Uzbekistánu († 1959)
- 18. dubna – Germaine Van Parys, belgická fotografka a první fotožurnalistka v zemi († 22. února 1983)
- 28. června – Florence Henri, francouzská fotografka († 24. července 1982)
- 28. července – Lyder Kvantoland, norský fotograf († 1972)
- 7. září – Josef Anton Trčka, fotograf, malíř, grafik a sochař († 16. března 1940)
- 1. října – Marianne Brandtová, německá designérka, fotografka, malířka, a sochařka patřící k výtvarné škole Bauhaus († 18. června 1983)
- 9. října – Mário de Andrade, brazilský spisovatel, fotograf a básník († 25. února 1945)
- 13. října – René Guiette, francouzský umělec a fotograf († 19. října 1976)
- 5. listopadu – Roy Stryker, americký ekonom, vládní úředník a novinářský fotograf známý svou prací pro společnost Farm Security Administration († 27. září 1975)
- 10. listopadu – Martin Imboden, švýcarský fotograf († 19. srpna 1935)
- 27. listopadu – Gordon Onslow Hilbury Burt, novozélandský komerční fotograf († 9. července 1968)
- 30. listopadu – Felix H. Man, německý fotograf († 30. ledna 1985)
- 8. prosince – Earl Moran († 17. ledna 1984)
- ? – Pascual Marín, španělský fotograf († 16. března 1959)
- ? – Violet Keene, kanadská fotografka anglického původu († 10. května 1987)
- ? – Karimeh Abbud, fotograf († 1940)
- ? – Kōji Saitō, – Kódži Saitó, japonský fotograf († ?)
- ? – Kiyoshi Nishiyama, Kijoši Nišijama japonský fotograf  († 1983)
- ? – Diego González Ragel, fotograf († ?)
- ? – Antonio Morassi, fotograf († ?)
- ? – Esther Langbergová, norská fotografka, první profesionální novinářka v Norsku, která se touto profesí živila (11. ledna 1893 – 2. července 1974)

## Úmrtí v roce 1893
- 9. března – George Washington Wilson, skotský královský dvorní fotograf (* 7. února 1823)
- 16. března – William H. Illingworth, americký fotograf (* 1844)
- 10. srpna – Robert Cornelius, americký průkopník fotografie (* 1809)
- 7. září – Israel B. Melchior, dánský inženýr, výrobce a amatérský fotograf (* 12. května 1827)
- 30. prosince – Friedrich Karl Wunder, německý litograf a fotograf (* 27. října 1815)
- ? – Carlo Ponti, italský fotograf a optik (* 1823)
- ? – Maria Hille, nizozemská fotografka (* 3. července 1827)
- ? – Louisa Elizabeth How, první australská fotografka, jejíž díla přežila do současnosti (* 1821)